# 尼古拉·马勒伯朗士
尼古拉·马勒伯朗士（1638年8月6日—1715年10月13日）是法国天主教奥拉多利修会的神甫、法兰西科学院院士、理性主义哲學家，属于笛卡尔学派。

## 生平
马勒伯朗士於1638年出生於巴黎，其父为法国国王路易十三的大臣，母亲是新法兰西总督的妹妹。

## 著作
- 《真理的探索》1675年
- 《论自然和恩赐》1680年
- 《论道德》1684年
- 《关于宗教和形而上学的探讨》1688年
- 《论对上帝的爱》1697年